# Halka Sámuel
Halka Sámuel (Kocs, 1817. február 21. (keresztelés) – Kadarkút, 1886. május 24.) református lelkész, teológiai író.

## Életrajza
Halka Sámuel 1817-ben született a Komárom megyei Kocson, Halka András és Horváth Zsuzsanna földműves szülők gyermekeként. Elemi iskoláit szülőfalujában, a gimnázium három alsóbb osztályát Komáromban, majd a teológiát Pápán végezte. Innen Császárra, innen pedig Csurgóra ment tanárnak és lelkésznek, ahonnan hat év után Kastélyosdombóra helyezték lelkésznek, ahol 1854–1863 között szolgált. Itt az egyházmegye al-, később főjegyzőjének és körfelügyelőjének választották. Innen Hobolba (1863–1865), majd Kadarkútra (1865-1886) ment lelkésznek. 1864 és 1867 között belsősomogyi református egyházmegye esperese volt. Kadarkúton érte a halál 59 évesen, 1886. május 24-én.
Költeményei 1839–40-ben a Honművészben, 1840-ben a Koszorúban, 1845-ben a pápai Tavaszban jelentek meg. Örömdalok című költeményét Nagy Mihálynak szuperintendensi székbe iktatásakor adták ki Pápán, 1845-ben, cikke Nyelvünk körül címen a Pesti Napló 1854. 166. számában jelent meg, egyházi beszéde pedig 1857-ben a Fördős által szerkesztett Papi Dolgozatokban. Teológus korában a Deáky-alapítványtól jutalmat is nyert Jelen korunk micsoda kellékeket igényel egy protestáns lelkészben és mi módon lehet azoknak megfelelni? című dolgozatával.

## Munkája
- Templomi imák advent köznapjaiban. (Kecskemét, 1857) [Címkiadás: Pest, 1883.]